# 아이가 다섯
《아이가 다섯》은 2016년 2월 20일부터 2016년 8월 21일까지 방송되었던 KBS 2TV 주말 드라마로 KBS 2TV 월화 드라마 《연애의 발견》을 집필한 정현정 작가가 극본을 맡았으며 KBS 2TV 주말 드라마 《사랑을 믿어요》, KBS 2TV 주말 드라마 《가족끼리 왜 이래》 프로듀서를 맡았던 김정규 감독이 연출을 맡았다.

## 기획 의도
싱글맘과 싱글대디가 인생의 두 번째 사랑을 만나게 되면서 가족들과의 갈등과 화해, 사랑을 통해 진정한 행복을 찾아가는 명랑 코믹 가족극

## 제작진
- 기획: KBS 드라마 제작국
- 책임 프로듀서: 배경수
- 프로듀서: 김정현
- 제작: 이상백
- 제작 총괄: 황지우
- BM: 윤재혁
- 촬영: 안덕철
- 조명: 조기남
- 동시 녹음: 강성민, 이진영, 김학수
- 무술: 전유준, 이유하
- 특수 효과: 최병진
- 미술: 양창선
- 편집: 김금순
- 음악: 강동윤
- 온라인 홍보: KBS 미디어
- KBS 홍보: 이병기
- 스틸: 정재영
- 캘리그라피: 윤석남
- 보조 출연: 김광삼, 김주현
- 제작 프로듀서: 김민지, 김세아
- 섭외: 장수봉, 이도영
- 보조 작가: 정희진, 정다연
- 조연출: 김철민, 정광식

## 등장 인물

### 주요 인물
- 안재욱: 이상태(37세) 역 - 크리스탈패션 마케팅팀 팀장, 이수와 이빈의 아빠, 마지막회 기준으로 크리스탈패션 본부장, 윤우영,윤우주,윤우리의 새 아빠 장진주의 형부 옥순의 사위 이연태의 오빠
- 소유진: 안미정(35세) 역 - 크리스탈패션 마케팅팀 대리, 윤우영, 윤우리, 윤우주의 엄마, 마지막회 기준으로 크리스탈패션 마케팅팀 팀장, 이수, 이빈의 새엄마
- 심형탁: 이호태(36세) 역 - 영화감독, 이상태의 남동생, 모순영의 남편
- 심이영: 모순영(35세) 역 - 고기집 점원, 이호태의 첫사랑, 이호태의 아내
- 임수향: 장진주(27세) 역 - 대학 졸업반, 이상태의 처제, 김태민의 연인
- 신혜선: 이연태(27세) 역 - 초등 임용고시 합격 → 초등 교사, 우리와 이빈의 담임, 이상태의 여동생, 김상민의 아내(마지막회 기준)
- 성훈: 김상민(30세) 역 - 프로 골퍼, 크리스탈패션 모델, 이연태의 남편(마지막회 기준)
- 안우연: 김태민(27세) 역 - 초등 임용고시 합격 → 초등 교사, 우영과 이수의 담임, 이연태의 7년 짝사랑 상대남, 장진주의 연인

### 상태네 가족
- 장용: 이신욱(63세) 역 - 이상태의 아버지, 고깃집 운영
- 박혜숙: 오미숙(63세) 역 - 이상태의 어머니, 고깃집 운영
- 조현도: 이수(11세) 역(5세 이수: 홍동영) - 이상태의 아들, 초등학생, 윤우영의 친구. 안미정의 의붓아들
- 권수정: 이빈(9세) 역 - 이상태의 딸, 초등학생, 윤우리의 친구. 안미정의 의붓딸

### 상태네 처가
- 최정우: 장민호(62세) 역 - 이상태의 장인, 졸부
- 송옥숙: 박옥순(60세) 역 - 이상태의 장모

### 소영네 가족
- 김청: 이점숙(60세) 역 - 강소영의 엄마, 빵집 운영 → 커피숍 운영
- 권오중: 윤인철(36세) 역 - 강소영의 남편, 안미정의 전남편, 전 변호사
- 왕빛나: 강소영(35세) 역 - 윤인철의 과거 내연녀이자 아내, 안미정의 친구

### 미정네 가족들
- 성병숙: 장순애(75세) 역 - 안미정의 외할머니
- 정윤석: 윤우영(11세) 역 - 안미정의 맏아들, 초등학생, 이수의 친구. 이상테의 의붓아들
- 곽지혜: 윤우리(9세) 역 - 안미정의 맏딸, 초등학생, 이빈의 친구. 의붓 딸
- 최유리: 윤우주(6세) 역 - 안미정의 막내딸, 유치원생. 이상태의 막내 의붓 딸

### 마케팅 직원들
- 전세현: 천성희(33세) 역
- 이찬희: 박해성(32세) 역
- 해빛나: 유영재(26세) 역

### 상민과 태민네 가족들
- 박해미: 차민경 역 - 김상민, 김태민의 어머니
- 고인범: 김승욱 역 - 김상민, 김태민의 아버지

### 그 외 인물
- 정동규: 판사 역
- 김현: 도우미 역
- 김지은: 상태 맞선녀 역
- 금보: 건달 소팔이 역
- 정수인: 여의사 역
- 이원진: 독립영화 주인공 역
- 홍승범: 술집주인 역
- 이지하: 미혼모상담소 상담원 역
- 한지은: 여배우 역
- 이안: 이상태의 죽은 아내 장진영 역
- 이수련: 매장직원 역
- 현봉식: 대팔 역
- 김선화
- 이다해: 미술 교사 역

## 시청률
아래의 파란색 숫자는 '최저 시청률'이고, 빨간색 숫자는 '최고 시청률'입니다. 시청률조사회사와 지역별로 시청률에 차이가 있을 수 있습니다.
| 2016년      | 2016년      | 2016년         | 2016년       | 2016년         | 2016년       |
| 회차        | 방송일      | TNmS 시청률    | TNmS 시청률  | AGB 시청률     | AGB 시청률   |
| 회차        | 방송일      | 대한민국(전국) | 서울(수도권) | 대한민국(전국) | 서울(수도권) |
| ----------- | ----------- | -------------- | ------------ | -------------- | ------------ |
| 제1회       | 2월 20일    | 24.3%          | 22.3%        | 24.6%          | 25.8%        |
| 제2회       | 2월 21일    | 26.9%          | 24.6%        | 26.5%          | 26.4%        |
| 제3회       | 2월 27일    | 23.7%          | 21.9%        | 22.4%          | 23.0%        |
| 제4회       | 2월 28일    | 27.9%          | 27.7%        | 27.1%          | 27.7%        |
| 제5회       | 3월 5일     | 23.5%          | 22.0%        | 23.6%          | 24.5%        |
| 제6회       | 3월 6일     | 27.3%          | 24.2%        | 27.7%          | 28.9%        |
| 제7회       | 3월 12일    | 24.4%          | 21.1%        | 23.3%          | 24.2%        |
| 제8회       | 3월 13일    | 27.8%          | 26.2%        | 27.2%          | 27.5%        |
| 제9회       | 3월 19일    | 24.7%          | 22.9%        | 25.6%          | 26.3%        |
| 제10회      | 3월 20일    | 30.4%          | 28.1%        | 30.1%          | 30.9%        |
| 제11회      | 3월 26일    | 23.8%          | 22.7%        | 23.2%          | 23.4%        |
| 제12회      | 3월 27일    | 28.3%          | 26.3%        | 28.2%          | 29.6%        |
| 제13회      | 4월 2일     | 23.0%          | 22.2%        | 23.2%          | 23.3%        |
| 제14회      | 4월 3일     | 29.4%          | 27.9%        | 30.7%          | 31.3%        |
| 제15회      | 4월 9일     | 24.2%          | 22.4%        | 23.4%          | 24.4%        |
| 제16회      | 4월 10일    | 29.5%          | 27.9%        | 29.7%          | 30.6%        |
| 제17회      | 4월 16일    | 25.3%          | 24.7%        | 25.6%          | 25.7%        |
| 제18회      | 4월 17일    | 26.4%          | 25.6%        | 27.3%          | 27.4%        |
| 제19회      | 4월 23일    | 24.2%          | 23.2%        | 24.2%          | 24.5%        |
| 제20회      | 4월 24일    | 28.9%          | 27.4%        | 29.3%          | 30.0%        |
| 제21회      | 4월 30일    | 24.2%          | 23.4%        | 22.5%          | 23.0%        |
| 제22회      | 5월 1일     | 26.6%          | 26.1%        | 26.9%          | 27.3%        |
| 제23회      | 5월 7일     | 20.4%          | 19.6%        | 21.2%          | 21.0%        |
| 제24회      | 5월 8일     | 26.2%          | 23.9%        | 25.9%          | 26.1%        |
| 제25회      | 5월 14일    | 23.5%          | 22.7%        | 24.3%          | 24.1%        |
| 제26회      | 5월 15일    | 28.6%          | 26.8%        | 31.0%          | 31.8%        |
| 제27회      | 5월 21일    | 22.7%          | 20.5%        | 23.2%          | 22.4%        |
| 제28회      | 5월 22일    | 28.7%          | 27.5%        | 30.0%          | 30.7%        |
| 제29회      | 5월 28일    | 24.0%          | 22.4%        | 24.8%          | 24.0%        |
| 제30회      | 5월 29일    | 28.5%          | 27.2%        | 29.8%          | 30.6%        |
| 제31회      | 6월 4일     | 24.6%          | 23.6%        | 25.0%          | 24.7%        |
| 제32회      | 6월 5일     | 26.9%          | 25.9%        | 27.0%          | 27.2%        |
| 제33회      | 6월 11일    | 23.8%          | 22.7%        | 26.5%          | 26.7%        |
| 제34회      | 6월 12일    | 27.8%          | 28.5%        | 30.8%          | 30.1%        |
| 제35회      | 6월 18일    | 23.9%          | 24.7%        | 25.4%          | 25.5%        |
| 제36회      | 6월 19일    | 29.5%          | 29.5%        | 29.0%          | 28.8%        |
| 제37회      | 6월 25일    | 25.3%          | 26.0%        | 25.6%          | 24.5%        |
| 제38회      | 6월 26일    | 29.1%          | 29.3%        | 30.9%          | 30.8%        |
| 제39회      | 7월 2일     | 26.3%          | 24.6%        | 26.8%          | 25.0%        |
| 제40회      | 7월 3일     | 31.3%          | 29.1%        | 31.0%          | 29.8%        |
| 제41회      | 7월 9일     | 26.3%          | 24.1%        | 25.6%          | 25.1%        |
| 제42회      | 7월 10일    | 29.3%          | 29.1%        | 30.6%          | 30.0%        |
| 제43회      | 7월 16일    | 26.4%          | 25.5%        | 28.9%          | 28.9%        |
| 제44회      | 7월 17일    | 29.3%          | 28.8%        | 31.6%          | 32.6%        |
| 제45회      | 7월 23일    | 28.5%          | 27.4%        | 27.8%          | 28.8%        |
| 제46회      | 7월 24일    | 32.2%          | 31.3%        | 32.1%          | 31.7%        |
| 제47회      | 7월 30일    | 27.5%          | 27.6%        | 26.4%          | 26.1%        |
| 제48회      | 7월 31일    | 30.6%          | 31.4%        | 30.1%          | 30.0%        |
| 제49회      | 8월 6일     | 28.2%          | 26.7%        | 28.6%          | 29.2%        |
| 제50회      | 8월 7일     | 28.2%          | 26.7%        | 32.1%          | 31.9%        |
| 제51회      | 8월 13일    | 24.9%          | 24.2%        | 24.1%          | 23.5%        |
| 제52회      | 8월 14일    | 29.8%          | 28.4%        | 28.6%          | 28.5%        |
| 제53회      | 8월 20일    | 28.0%          | 26.2%        | 26.8%          | 27.1%        |
| 제54회      | 8월 21일    | 33.5%          | 32.6%        | 32.8%          | 33.4%        |
| 평균 시청률 | 평균 시청률 | 26.9%          | 25.7%        | 27.2%          | 27.3%        |

## 편성 변경
- 2016년 6월 27일 : 《아이가 다섯》 방송 분량이 50부작에서 4회 연장되어 54부작으로 변경·확정되었다.[3]
- 2016년 8월 13일 : 《2016 리우데자네이루 올림픽》 중계 방송으로 인해 오후 7시 35분으로 편성 변경 (51회)

## 수상 경력
- 2016년 KBS 연기대상 장편 드라마 부문 남자 우수상 안재욱
- 2016년 KBS 연기대상 장편 드라마 부문 여자 우수상 소유진
- 2016년 KBS 연기대상 남자 신인상 성훈
- 2016년 KBS 연기대상 남자 청소년 연기상 정윤석

## 경쟁 프로그램
- SBS 주말 드라마 《그래, 그런거야》(2016. 2. 13.~2016. 8. 21.)
- MBC 주말 드라마 《엄마》(2015. 9. 5.~2016. 2. 21.)
- MBC 주말 드라마 《가화만사성》(2016. 2. 27.~2016. 8. 21.)
- KBS 1TV 대하 드라마 《장영실》(2016. 1. 2.~2016. 3. 26.)